# Биланс токова готовине
Биланс токова готовине (Извјештај о токовима готовине) је основни финансијски извјештај који свеобухватно приказује новчане ефекте проистекле из пословних, инвестиционих и финансијских активности предузећа у одређеном временском периоду. 
Информације о токовима готовине корисне су у пружању основе интерним и екстерним корисницима финансијских извјештаја за процјењивање способности предузећа да генерише готовину, и потребе предузећа да ту готовину користи. 
Омогућава оцјену ликвидности у претходном периоду те пројекцију новчаних токова за наредни обрачунски период.
За састављање овог извјештаја према директној методи, која се примјењује у нашим предузећима, користи се биланс стања и биланс успјеха, али и друге информације из рачуноводственог система.
Он представља преглед стицања и трошења готовине предузећа у одређеном временском периоду. Акционари и менаџери предузећа су усредсређени на увећање вредности акција које су везане за стварање готовог новца. У том смислу је важно разликовати добитак од готовог новца који предузеће зарађује. 
Према Међународном рачуноводственом стандарду бр.7 - Извештај о новчаним токовима, новчани токови се класификују на: новчане токове из пословне активности, новчане токове из инвестиционе активности и новчане токове из финансијске активности. 
- Новчани токови који се јављају у оквиру пословне активности утичу на биланс успеха, односно предсављају елементе за утврђивање нето добитка.
- Инвестициона активност се односи на вредновање и селекцију улагања чији је рок дужи од једне године. У примање готовине по основу инвестиционих активности спадају: продаја основих средстава, продај обвезница и акција других предузећа, док издавања по овом основу чине набавка основних средстава, куповина обвезница и акција других предузећа.
- Финансијску активност предуећа чине односи са власничина (инокоснима ортацима или деоничарима) и повериоцима (краткорочним и дугорочним). Новчани токови који настају у оквиру финансијске активности по правилу не утичу на биланс успеха. Примања настају на основу продаје акција, обвезница, задужења по основу краткорочних кредита и сл., док се издавања готовине односе на исплату дивиденди, плаћања главнице на дугорочне кредит и отплате краткорочних кредита.